# POP (FANATIC◇CRISISのアルバム)
『POP』（ポップ）は、FANATIC◇CRISISの通算7枚目のアルバム。2001年6月27日発売。発売元はSTOICSTONE。

## 解説
前作『EAS』より約9か月ぶりのアルバムでシングル4作収録。前作同様、器楽曲は未収録。前作はインディーズからのリリースだったが、本作以降は自社レーベルSTOICSTONEからのリリース。初回限定盤のみボーナス・トラック「すべての友のためにきっと明日は来るから」が収録。5thアルバム『THE.LOST.INNOCENT』収録曲の様な特段目立って長い曲は収録されていないが、収録時間は初回限定盤・通常盤共に1時間を超え、『THE.LOST.INNOCENT』に次いだ収録時間の長さである。

## 収録曲
特記除く 全作詞・作曲:石月努
1. JET hyp! (3:59)
作曲:石月努・和也
20thシングル。
2. ワンダフルライフ (3:53)
3. hal [ハル] (4:19)
19thシングル。
4. Maria C. (5:18)
5. 体温をこえて (5:06)
6. summer emotion (4:16)
7. tender is... (4:20)
8. if. (4:47)
9. P.O.P (2:20)
作曲:FANATIC◇CRISIS
10. LOOP (4:17)
11. 人生ゲーム (3:58)
12. ゆらぎ (5:16)
21stシングル
13. LIFE (3:42)
18thシングル。
14. CRASH IN THE DAYS (5:00)
15. すべての友のためにきっと明日は来るから。 (2:32)
作曲:FANATIC◇CRISIS
初回限定盤のみ収録。